# Tischlerei-Museum Bremen

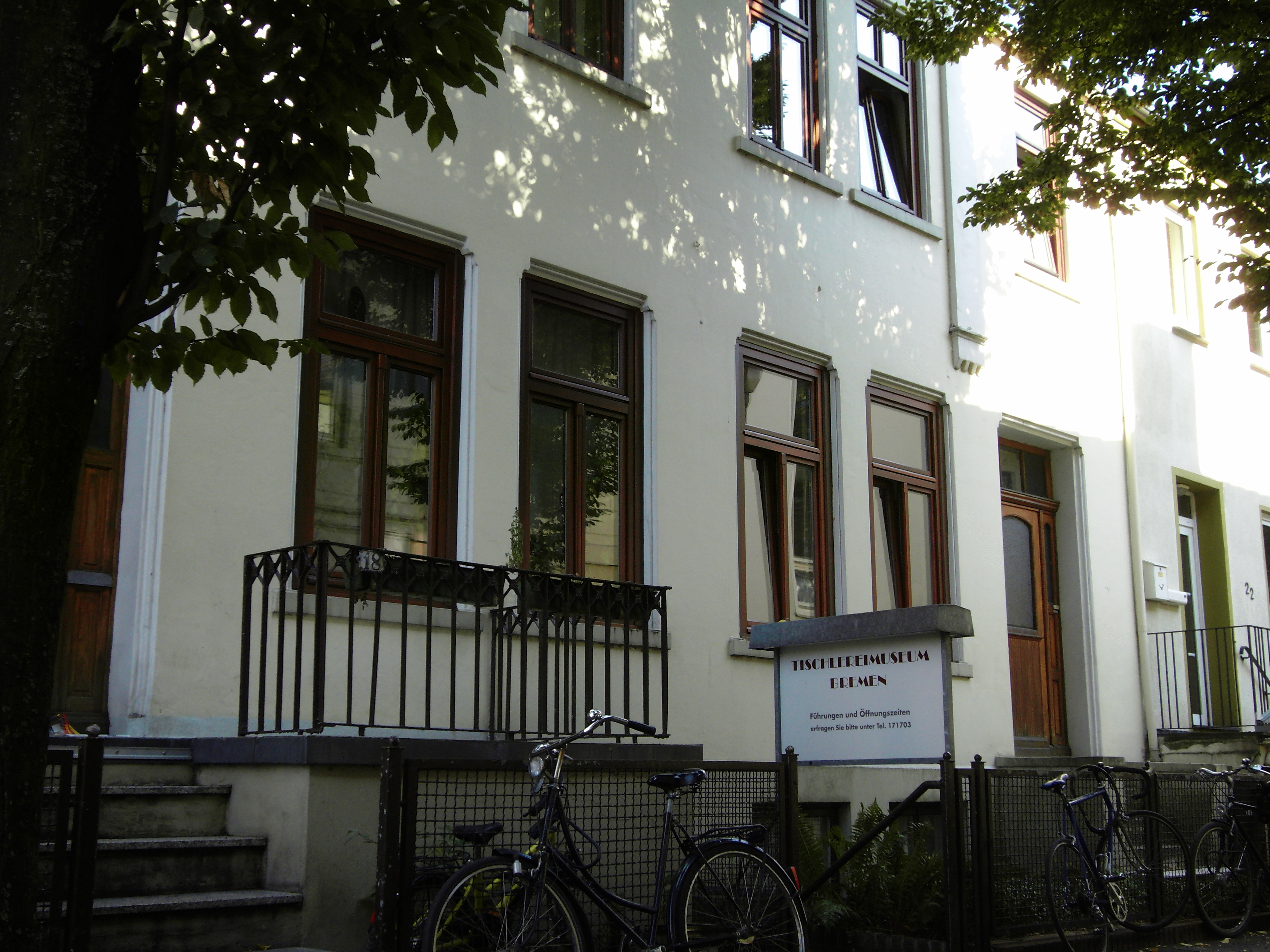
Außenansicht

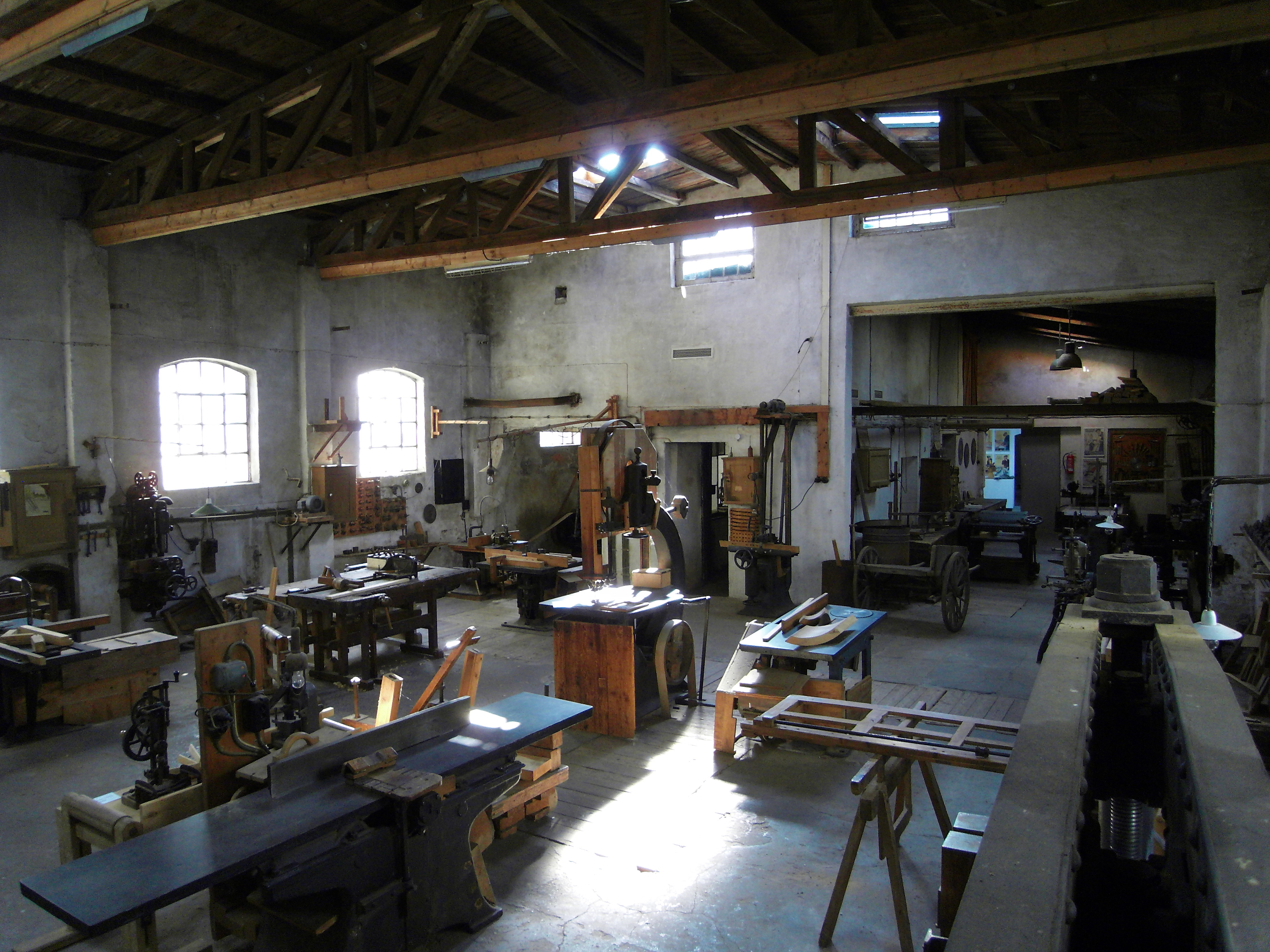
Maschinenhalle

Das Tischlerei-Museum Bremen befindet sich im Bremer Stadtteil Ostertor, in der Köpkenstraße 18–20. Ein Förderverein trägt die Einrichtung und den Erhalt der historischen Werkstätte der Dampftischlerei. Dort befinden sich mehr als zwanzig funktionsfähige Holzbearbeitungsmaschinen, überwiegend aus der Zeit vor 1900. Den industriellen Fertigungsbetrieb nahmen die Betreiber 1889 auf, er hielt bis 1986 an. 1990 wurde das Museum eröffnet.

## Geschichte

### Bebauung der Mühlen-, bzw. Köpkenstraße, erste Werkstätten
Die Köpkenstraße, die noch 1846 bei der Mühlenstraße hieß, wurde erst ab 1839 bebaut, als die Stiftung Gottesbuden, später Köpken-Stiftung, dort ein Haus für verarmte, alte Frauen errichtete. Danach entstanden 1841 die Häuser Nr. 2–8, 1844 kamen Nr. 13–15 hinzu und um 1850 entstanden durch den Maurergesellen Heinrich Lehmann die Häuser 8a–8e. 1852 standen bereits 21 Häuser in der Köpkenstraße.
1852 erwarb der Zigarrenfabrikant Johann Friedrich Christian Frese ein neues Haus, der es allerdings bereits 1854 an den Tischlermeister Heinrich Wilkens verkaufte. Er wohnte dort mit der Handarbeiterin Dorothea Buhlmann. Er baute die Tischlerei im Souterrain aus und errichtete im Hof einen Anbau. 1864 verstarb Wilkens, sein Haus mit der Nr. 8d bewohnte seine Witwe Wilhelmine Charlotte Dorothea Wilkens.
Gustav Adolf Deckwitz, der seit 1863 in Bremen lebte, heiratete die Witwe, übernahm die Werkstatt, adoptierte ihre beiden Töchter, zahlte ihrem Sohn sein Erbteil aus. Ferdinand Lassalle machte ihn 1864 zum Bremer Bevollmächtigten des Allgemeinen Deutschen Arbeitervereins. Er wurde 1873 in den Vorstand der 1861 gegründeten Tischlerinnung gewählt. 1867 kandidierte er, allerdings erfolglos, für die Reichstagswahlen.
1875 erwarb der Tischler Johann Jacob Heinrich Seebach das benachbarte Haus Nr. 8e. Dort entstand nun gleichfalls im Hinterhof eine Werkstatt. Während dieser sich auf Bautischlerarbeiten konzentrierte, fertigte Deckwitz hauptsächlich Mobiliar.

### Zusammenschluss zuSeebach & Deckwitz(1888), Bankrott,Seebach & Ribbe(1895)
1888 schlossen die beiden Tischler ihre Betriebe zu Seebach & Deckwitz zusammen. Sie bauten einen Kesselraum mit Dampfschornstein, wagten also den Schritt von der handwerklichen zur industriellen Holzbearbeitung. Dabei arbeiteten dort etwa 20 Tischler. Doch die Bautischlerei konnte ihre Schulden nicht bedienen und sie musste den gesamten Besitz für 44.500 Mark an den Buchhalter Friedrich Wilhelm Gerking verkaufen.
1892 bewohnten der Tischlermeister Seebach und der neue Eigentümer Gerking das Haus 8e, 1895 wohnten dort statt Gerking neue Mieter. Doch die Schreinerei unterstand weiterhin (bis 1899) Seebach, bis dieser mit dem Tischlermeister Heinrich Friedrick Ribbe im Haus 8d die Firma Seebach & Ribbe gründete.

### Verkauf an Otto und Voß (bis 1903), Betrieb bis 1986, Museum (seit 1990)
Nachdem sich 1899 Seebach aus Haus und Werkstatt zurückgezogen hatte, verkaufte der Eigentümer Gerking  die Häuser 8d und 8e im Konkursverfahren für 40.000 Mark an Ribbe und dessen neuen Partner Franz Hermann Otto (1859–1942). 1903 verkaufte Ribbe die Immobilie seinerseits für 40.000 Mark an den Malermeister Diedrich Anton Voß. Die Nr. 8d wurde vom Tischlermeister Otto bewohnt.
Ab 1905 führten Otto als Geschäftsführer und dessen Ehefrau die Tischlerwerkstatt und das Tischlergeschäft in der Köpkenstraße 8d, während das Nachbarhaus 8e von Malermeister Voß und dem Bildhauer Rickert bewohnt war.
Ab der Ausgabe des Bremer Adreßbuchs von 1910 wurde die Nr. 8d in Nr. 20 umbenannt und die 8e in Nr. 18.
1986 wurde die Tischlerei geschlossen. Vier Jahre später wurde dort auf Betreiben der Tischlerinnung und eines dazu gegründeten Fördervereins das Museum eröffnet, Vorstand ist Frank Baethke.